# Ивезич, Никола
Нико́ла И́везич (черног. Nikola Ivezić; род. 1 апреля 2003, Подгорица) — черногорский футболист, вратарь бельгийского клуба «Ломмел».

## Биография
Родился 1 апреля 2003 года. Воспитанник футбольного клуба «Подгорица». Дебютировал за основную команду 15 августа 2020 года в домашнем матче чемпионата Черногории против «Титограда» в возрасте 17 лет, в своём первом на профессиональном уровне матче сумел отбить пенальти.
1 июля 2022 года перешёл в бельгийский клуб «Ломмел». В сезоне 2022/23 провёл 15 матчей за свою новую команду, получив роль второго вратаря в команде.
С 2018 года вызывался в юношеские сборные Черногории. 13 октября 2020 года дебютировал за молодёжную сборную Черногории в матче против Фарерских островов.